# Torbjörn Törnqvist
Torbjörn Törnqvist (* 1953 in Stockholm) ist ein schwedischer Unternehmer. Er ist CEO und Mehrheitsgesellschafter von Gunvor.

## Leben
Nach dem Erwerb des MBA an der Universität Stockholm wurde er Mitarbeiter der Planungsabteilung von British Petroleum. Anschließend übernahm er die Leitung der Ölhandelsabteilung bei der Scandinavian Trading Co (bis 1989), danach Leiter der Ölabteilung von Intermaritime Group Petrotrade.
1997 gründete er mit seinem Partner Gennadi Timtschenko das Ölhandelsunternehmen Gunvor, heute eines der größten Unternehmen der Schweiz. Im Zuge der völkerrechtswidrigen Annexion der Krim durch Russland wurde Timtschenko von den USA auf eine Liste von Personen gesetzt, denen Sanktionen angedroht wurden. Kurz vor deren Inkrafttreten übernahm Törnqvist im März 2014 dessen Gesellschaftsanteil und ist seither mit rund 87 % Hauptaktionär von Gunvor.

## Sonstiges
Törnqvist war bis 2017 Honorarkonsul Schwedens in Genf. Er ist Segelfan und Teilhaber von Artemis Racing, das 2013 am 34. America’s Cup und 2017 an dem 35. America’s Cup teilnahm.